# Усаково
Уса́ково (рос. Усаково, башк. Уҫаҡ) — присілок у складі Бірського району Башкортостану, Росія. Входить до складу Старобазановської сільської ради.
Населення — 223 особи (2010; 212 у 2002).
Національний склад:
- марійці — 77 %